# 兴安薹草
兴安薹草（学名：Carex chinganensis）为莎草科薹草属下的一个种。分布于俄罗斯远东地区以及中国大陆的吉林、黑龙江、内蒙古等地，生长于海拔300米至700米的地区，多生在山地林下，目前尚未由人工引种栽培。分布于俄罗斯远东地区以及中国大陆的吉林、黑龙江、内蒙古等地，生长于海拔300米至700米的地区，多生在山地林下，目前尚未由人工引种栽培。